# Distretto di Andabamba (Huancavelica)
Il distretto di Andabamba è uno degli otto distretti della  provincia di Acobamba, in Perù. Si trova nella regione di Huancavelica.